# M126 (bomba)
M126 – amerykańska termitowa bomba zapalająca małego wagomiaru zrzucana w bombach kasetowych M36. Ładunek bojowy bomby M126 ma masę 0,29 kg